# Linnea Swedenmark
Linnea Kristina Swedenmark Edvardsson, född 12 juli 1990 i Östersund, är en svensk författare, jurist, journalist och statstjänsteman. 
Swedenmark har arbetat som ledarskribent i bland annat Aftonbladet, Norrländska socialdemokraten och Länstidningen Östersund. Hon har också arbetat i hemtjänsten och erfarenheterna därifrån låg till grund för hennes skönlitterära debut En natt kidnappar jag alla mina hemtjänstkunder i en stulen buss (2020).
Linnea Swedenmark tog juristexamen våren 2019 och samma år anställdes hon som talskrivare i statsminister Stefan Löfvens stab.